# Khaled Souissi
Khaled Souissi (Tunes, 20 de maio, 1985) é um futebolista da Tunísia, que atua como defensor.

## Carreira
Souissi representou o elenco da Seleção Tunisiana de Futebol no Campeonato Africano das Nações de 2010.

## Títulos

### Club Africain
- Campeonato de Tunísia : 2008, 2010
- Copa Maghreb dos vencedores das copas : 2009
- Liga dos Campeões norte africana : 2008